# Cúpula Estados Unidos-Rússia de 2025
A Cúpula Estados Unidos-Rússia de 2025 (também conhecida como Alaska 2025, Pursuing Peace ou Cúpula Trump-Putin) foi uma reunião de cúpula entre o presidente dos Estados Unidos, Donald Trump, e o presidente russo, Vladimir Putin. Foi realizada em 15 de agosto de 2025, na Base Conjunta Elmendorf-Richardson, em Anchorage, Alasca. O principal tópico de discussão foi a guerra entre Rússia e Ucrânia, que Trump deseja encerrar.
Foi a primeira vez que Putin foi convidado para um país ocidental desde que a invasão russa em larga escala da Ucrânia começou em 2022. Putin é alvo de um mandado de prisão emitido pelo Tribunal Penal Internacional por supostos crimes de guerra. Foi também a primeira vez que uma visita presidencial russa aos Estados Unidos foi realizada em uma instalação militar americana. Foi o primeiro encontro entre Trump e Putin desde que Trump foi reeleito em 2024 e o primeiro entre eles como presidentes em exercício desde o último encontro em 2019 em Osaka. Foi a primeira vez que Putin esteve nos Estados Unidos desde 2015, onde participou da 70ª sessão da Assembleia Geral das Nações Unidas na cidade de Nova Iorque. Foi também o primeiro encontro organizado pelos Estados Unidos entre os presidentes da Rússia e dos Estados Unidos desde 2007, quando Putin se encontrou com George W. Bush no Maine.

## Antecedentes

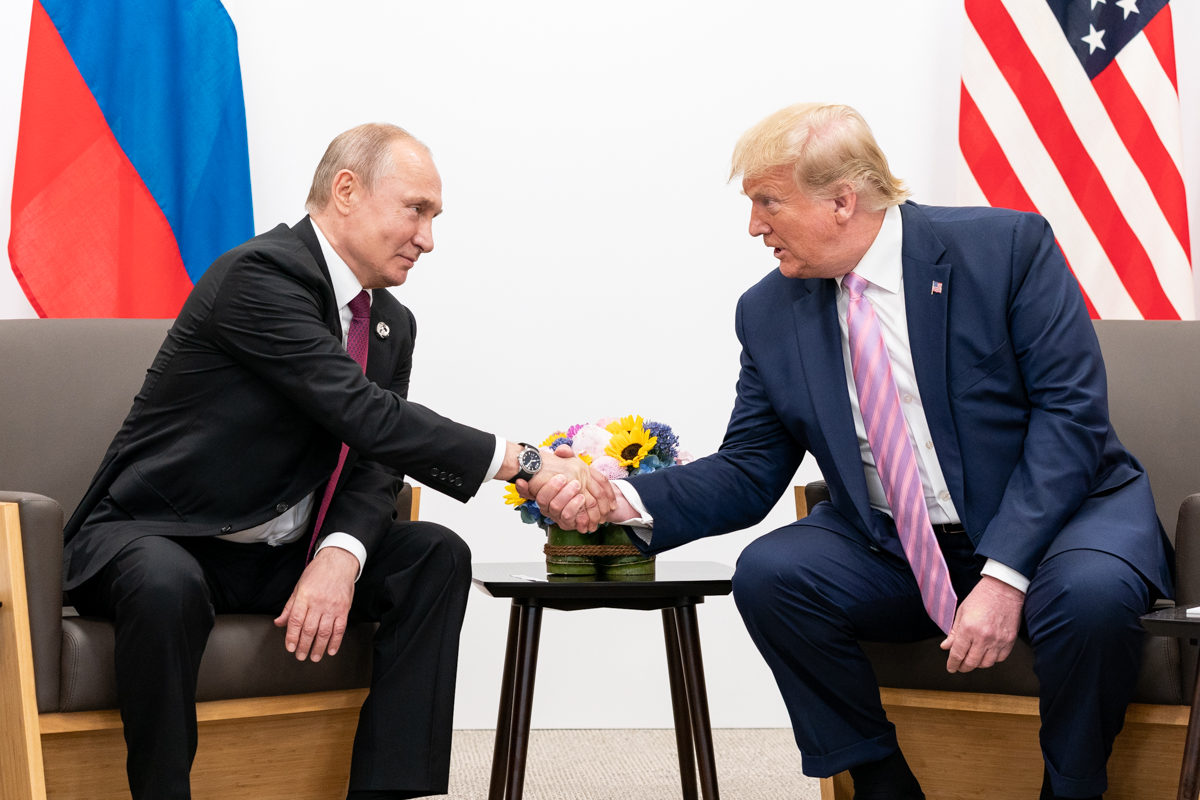
O presidente dos Estados Unidos, Donald Trump, e o presidente russo, Vladimir Putin, na cúpula do G20 em Osaka, Japão, junho de 2019

Durante a eleição presidencial de 2024, o então candidato presidencial Donald Trump fez campanha com a promessa de encerrar a guerra entre Rússia e Ucrânia o mais rápido possível, de preferência no primeiro dia, mas essa data passou. Em 12 de fevereiro, ele teve um telefonema surpresa com Putin, que deu início às negociações de paz pela primeira vez desde 2022. Mais tarde naquele mês, o secretário de Estado dos EUA, Marco Rubio, começou a se reunir com o ministro das Relações Exteriores da Rússia, Sergey Lavrov, na Arábia Saudita, um país neutro que hospedou Putin.
Ao longo de sua segunda presidência, a comunicação do presidente Trump com Putin consistiu em ligações telefônicas e postagens no Truth Social. O presidente Trump descreveu suas ligações telefônicas como "construtivas", mas depois insistiu que Putin estava "incentivando-o"  ou prolongando o conflito. Ele disse a repórteres em 23 de julho: "Eu vou para casa e digo à primeira-dama: 'Sabe, falei com Vladimir hoje. Tivemos uma conversa maravilhosa.' E ela disse: 'Sério? Outra cidade [ucraniana] foi atingida.'" Depois que o presidente Trump criticou Putin no Truth Social, o Kremlin descreveu suas postagens como se tornando mais "emocionais".
Durante uma reunião no Salão Oval com o secretário-geral da OTAN, Mark Rutte, em 14 de julho de 2025, o presidente Trump anunciou que os Estados Unidos imporiam tarifas de 100% aos países que fazem negócios com a Rússia se nenhum acordo de paz fosse alcançado em 50 dias. Durante uma reunião com o primeiro-ministro do Reino Unido, Keir Starmer, em 28 de julho, o presidente Trump anunciou que o prazo seria reduzido para 10 ou 12 dias, citando a falta de progresso nas negociações. O enviado especial dos Estados Unidos, Steve Witkoff, se encontrou com Putin em Moscou em 6 de agosto, dois dias antes do prazo estabelecido. Após a reunião, o presidente Trump afirmou que havia uma "boa chance" de que uma reunião com Putin ocorresse "muito em breve".

### Tensões nucleares
Em 31 de julho de 2025, o ex-presidente russo e vice-presidente do Conselho de Segurança da Rússia, Dmitry Medvedev, fez uma publicação no Telegram alertando o presidente Trump sobre uma ameaça de "mão morta", referindo-se ao mecanismo automático de lançamento nuclear soviético. Em 1º de agosto, o presidente Trump anunciou o envio de dois "submarinos nucleares" em direção à Rússia em resposta à ameaça.
Em 4 de agosto de 2025, a Rússia anunciou que "não se considera mais vinculada" ao Tratado de Forças Nucleares de Alcance Intermediário de 1987, do qual os EUA se retiraram em 2019. No dia seguinte, uma aeronave Boeing WC-135R Constant Phoenix "farejadora de armas nucleares" sobrevoou a península de Cola. Analistas disseram que o voo poderia indicar um teste iminente do míssil de cruzeiro com propulsão nuclear 9M730 Burevestnik, previamente testado no oblast de Arcangel.

## Pré-reunião
O presidente Trump disse em 7 de agosto de 2025 que não é necessário que Putin se encontre com Volodymyr Zelensky, presidente da Ucrânia. Ele também disse que ambos os lados terão que fazer concessões, mas uma fonte do Kremlin afirmou que a Rússia poderia interromper a guerra se recebesse o leste da Ucrânia.
Em 8 de agosto, o presidente Trump anunciou no Truth Social que planejava se encontrar com Putin no Alasca. O assessor do Kremlin, Yuri Ushakov, confirmou mais tarde as negociações, ponderando que o Alasca era "bastante lógico" como local. O Alasca pode ter sido escolhido por sua localização entre as duas capitais, pela falta de participação dos EUA no Estatuto de Roma para executar o mandado de prisão do Tribunal Penal Internacional para Putin, bem como por seu significado histórico, incluindo a antiga colonização russa, as comunidades ortodoxas russas modernas e o uso militar da Guerra Fria.
Em 14 de agosto, Ushakov anunciou que, do lado russo, a delegação incluiria ele, o ministro das Relações Exteriores Sergey Lavrov, o ministro da Defesa Andrey Belousov, o ministro das Finanças Anton Siluanov e o enviado presidencial especial para investimento estrangeiro e cooperação econômica Kirill Dmitriev.
Antes da cúpula, Putin sugeriu que as negociações poderiam abranger tratados sobre armas nucleares, como a renovação do New START, que expira em fevereiro de 2026.
Protestos pró-Ucrânia e anti-Trump e Putin ocorreram. O ministro das Relações Exteriores russo, Lavrov, chegou ao seu hotel vestindo um moletom branco da СССР (USSR) por baixo do colete de frio; o movimento foi descrito pelo The Guardian como um "ato não tão sutil de trollagem".

## Reunião Trump–Putin

### Chegada
A Base Conjunta Elmendorf-Richardson em Anchorage, foi o local da cúpula realizada em 15 de agosto de 2025. Um tapete vermelho em forma de L foi estendido para os líderes descerem até uma plataforma que foi rotulada como "ALASKA 2025" com quatro caças F-22 Raptor alinhados ao lado dela. O presidente Trump pousou na Base Conjunta Elmendorf às 10h22 ADT. A porta-voz Karoline Leavitt anunciou ao pousar que a reunião não seria mais um a um entre entre Trump-Putin, mas que seria três a três com o Secretário de Estado Marco Rubio e o enviado especial Steve Witkoff se juntando ao presidente Trump e o assessor de política externa Yury Ushakov e o ministro das Relações Exteriores Sergey Lavrov se juntando ao presidente Putin.
O presidente Putin pousou na Base Aérea às 10h55 ADT. Ambos saíram de seus aviões aproximadamente às 11h08 ADT e apertaram as mãos no tapete vermelho e postaram na plataforma com a inscrição "ALASKA 2025" para uma foto antes de apertarem as mãos novamente e entrarem no carro presidencial para transporte até o local da reunião. Enquanto os dois estavam na plataforma, caças F-22 da Força Aérea dos Estados Unidos e um B-2 Stealth Bomber sobrevoavam. A Rossiya 24 relatou que o presidente Trump convidou Putin para se juntar a ele no carro, com Putin evitando sua limusine Aurus planejada.

### Reunião
A reunião começou aproximadamente às 11h32 ADT. Concluiu aproximadamente às 14h18 ADT. Uma coletiva de imprensa com os dois líderes começou aproximadamente às 14h58 ADT.

Putin desembarcando do avião
Trump desembarcando do avião
Putin e Trump se cumprimentam ao chegar
Putin e Trump durante conversações no local da cúpula, acompanhados de suas respectivas delegações

### Coletiva de imprensa
O presidente Putin iniciou a coletiva de imprensa reconhecendo que as relações entre Estados Unidos e Rússia sofreram nos últimos anos e que uma reunião entre as duas nações já deveria ter ocorrido há muito tempo. Putin observou que as negociações foram realizadas em uma "atmosfera respeitosa, construtiva e mutuamente respeitosa". O presidente Trump começou seus comentários dizendo que "sempre teve um relacionamento fantástico com o presidente (Vladimir) Putin", mas que foi impedido por investigações. Putin também reconheceu seu acordo com o presidente Trump de que a segurança da Ucrânia deve ser garantida. Após a conclusão da coletiva de imprensa, um cessar-fogo não foi acordado e nenhum dos líderes respondeu a perguntas da imprensa.